# The Odd Couple (serie de televisión de 2015)
The Odd Couple es una serie de televisión estadounidense creada por Matthew Perry y Danny Jacobson y transmitida por CBS desde el 19 de febrero de 2015.
En 11 de mayo de 2015, la serie fue renovada para una segunda temporada.

## Elenco

### Elenco principal
- Matthew Perry como Oscar Madison.
- Thomas Lennon como Felix Unger.
- Lindsay Sloane como Emily.
- Yvette Nicole Brown como Danielle "Dani".
- Wendell Pierce como Teddy.

### Elenco recurrente
- Leslie Bibb como Casey.
- Dave Foley como Roy.
- Lauren Graham como Gaby.
- Geoff Stults como Murph.
- Christine Woods como Ashley.

## Reparto de doblaje
| Personaje            | Actor                | Actor de doblaje (España) |
| -------------------- | -------------------- | ------------------------- |
| Oscar Madison        | Matthew Perry        | José Posada               |
| Felix Unger          | Thomas Lennon        | Abraham Aguilar           |
| Dani                 | Yvette Nicole Brown  | Raquel Martín             |
| Murph                | Geoff Stults         | Ricardo Escobar           |
| Emily                | Lindsay Sloane       | Lucía Esteban             |
| Teddy                | Wendell Pierce       | Luis Fernando Ríos        |
| Charlotte            | Teri Hatcher         | Mª Antonia Rodríguez      |
| Judy                 | Joanna Cassidy       | Isabel Donate             |
| Diane                | Sheryl Underwood     | Ana Plaza                 |
| Casey                | Leslie Bibb          | Ana Esther Alborg         |
| Créditos técnicos    |                      |                           |
| Estudio de doblaje   | Estudio de doblaje   | TECNISON, Madrid.         |
| Directora de Doblaje | Directora de Doblaje | Raquel Martín             |
| Traductor de Doblaje | Traductor de Doblaje | Álvaro Méndez             |